# Землетрясение к северо-западу от Джермантауна (2010)
Землетрясение магнитудой 3,6 произошло 16 июля 2010 года в 09:04:47 (UTC) в 15,4 км к северо-западу от Джермантауна (штат Мэриленд, США). Гипоцентр землетрясения располагался на глубине 7,0 километров. Интенсивность землетрясения составила IV по шкале Меркалли.
Землетрясение ощущалось в Куксвилле, округе Монтгомери, и в населённых пунктах, расположенных в центре штата Мэриленд. Подземные толчки ощущались также в округе Лаудон (штат Виргиния) и на северо-западе округа Колумбия. Сообщения о землетрясении поступали от жителей с территорий от Шарлотсвилла (Виргиния) до Ланкастера (Пенсильвания) и Ньюарка (Делавэр), а также от Мартинсберга (Западная Виргиния) до восточного побережья штата Мэриленд. Сообщения очевидцев о землетрясении приходили также из штатов: Коннектикут, Нью-Джерси, Нью-Йорк, Огайо, Индиана, Массачусетс, Южная Каролина.
В результате землетрясения сообщений о жертвах и разрушениях не поступало.

## Тектонические условия региона
Землетрясения в Мэриленде и Северной Вирджинии происходят редко. Землетрясение 16 июля 2010 года произошло на восточном побережье США, которое менее сейсмически активно, чем центральная Вирджиния, Новая Англия, и окрестности Нью-Йорка. В пределах 80 км от эпицентра землетрясения 16 июля начиная с 1980 года были зафиксированы отголоски 14 землетрясений. Их магнитуда была меньше, чем магнитуда землетрясения 16 июля 2010 года. Документальные свидетельства землетрясений в этом регионе существуют с 1758 года.
Последнее на тот момент землетрясение, которое ощущалось в районе Вашингтона, произошло к западу от Ричмонда (штат Вирджиния) 9 декабря 2003 года. Эпицентр землетрясения находился в сейсмической зоне Центральной Вирджинии. Землетрясение имело магнитуду 4,3 и ощущалось на территории от Вашингтона до Балтимора.
Наибольшее зарегистрированное землетрясение в Вирджинии, магнитудой 5,9, произошло 31 мая 1897 года в округе Джайлз. 22 апреля 1984 года в округе Ланкастер (штат Пенсильвания) произошло землетрясение магнитудой 4,1. Это землетрясение причинило незначительный ущерб в Конестога, Лампитер, Маунт-Небо и Нью-Провиденс, и ощущалось от Западной Вирджинии до Коннектикута. Ряд небольших землетрясений, продолжавшихся с марта по июль 1993 года, произошли недалеко от Колумбии (штат Мэриленд), на расстоянии около 33 км от эпицентра землетрясения 16 июля 2010 года. Наибольшую магнитуду (2,7) в этой серии имело землетрясение, произошедшее в марте 1993 года. 5 мая 2003 года около Картерсвилла (штат Вирджиния), произошло землетрясение магнитудой 3,9. Это землетрясение ощущалось в центральной Вирджинии и в некоторых частях штата Мэриленд. Последнее землетрясение в этом регионе произошло 6 мая 2008 года в Аннандейле (Вирджиния).
Землетрясения происходят в разломах. Тем не менее, к востоку от Скалистых гор очень трудно определить с большой долей вероятности, какой из разломов вызвал конкретное землетрясение. В результате маловероятно, что будет выявлен разлом, в котором произошло землетрясение 16 июля 2010 года.